# Aeropuerto de Tenerife Sur
El Aeropuerto Internacional de Tenerife Sur-Reina Sofía (IATA: TFS, OACI: GCTS) es un aeropuerto español de Aena que se encuentra en el municipio tinerfeño de Granadilla de Abona, a 60km de la capital de la isla. Asimismo, muy cerca del importante núcleo de San Isidro de Abona y de las localidades costeras de El Médano y Los Abrigos.
Conecta la isla con cientos de destinos, especialmente del Reino Unido, Alemania e Italia, además de vuelos a otros puntos de España, Europa y África. Se encuentra a unos 60 kilómetros de Santa Cruz de Tenerife y a 20 minutos de las localidades turísticas de Los Cristianos y Playa de las Américas. Se complementa con el Aeropuerto de Tenerife Norte-Ciudad de La Laguna, situado en el norte de la isla y que está orientado al tráfico interinsular y nacional, aunque también posee vuelos intercontinentales. La conjunción de ambos aeropuertos convierten a Tenerife en la isla que tiene más saturado su espacio aéreo, congregando el mayor movimiento de pasajeros de Canarias con 20 506 974 pasajeros.

## Historia

### Construcción

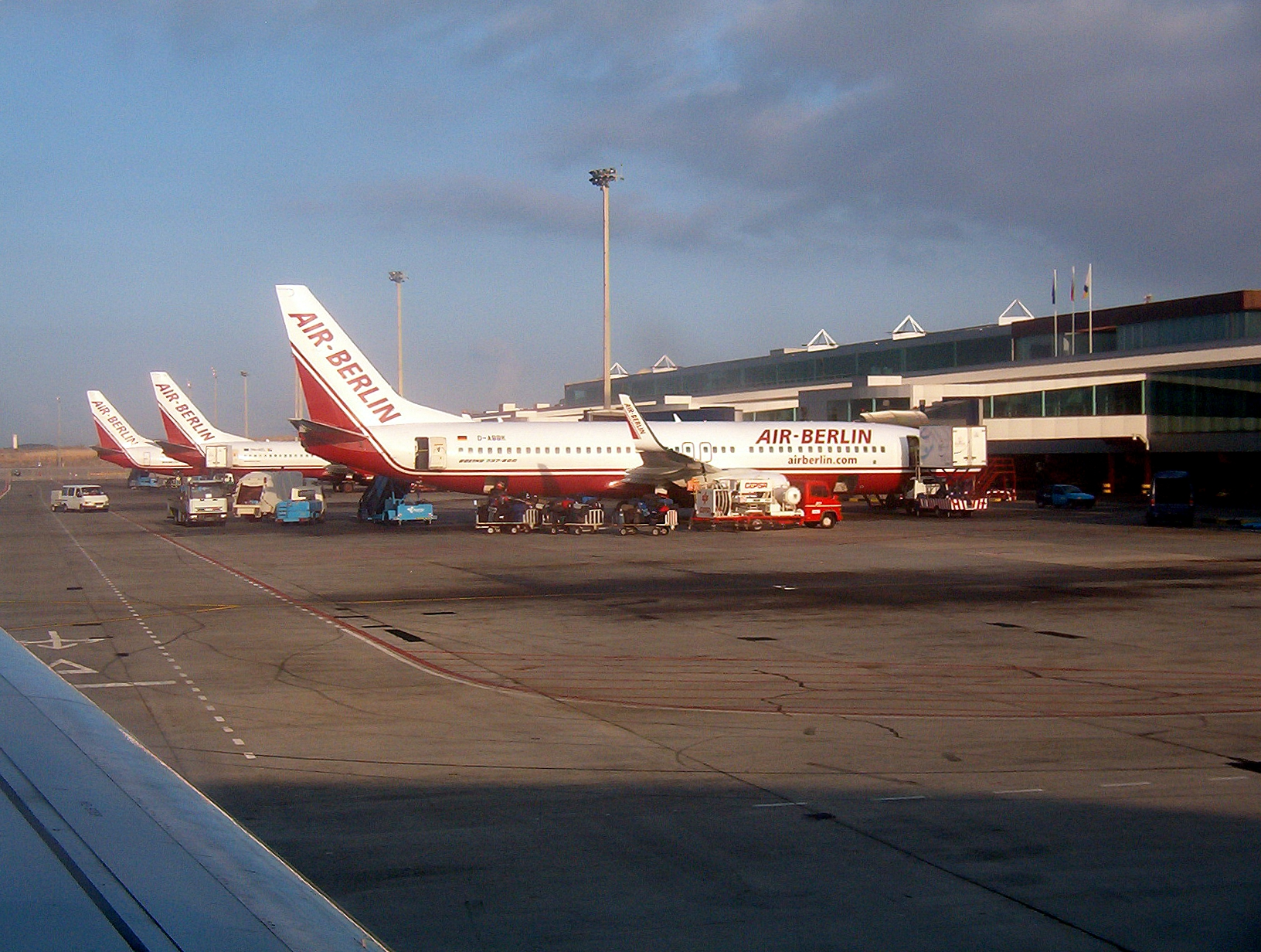
Terminal del aeropuerto en 2003.

A finales de los sesenta, con motivo de la visita del ministro del Aire a las obras del Aeropuerto de Tenerife (hoy Tenerife Norte), las autoridades insulares plantearon la necesidad de elegir un nuevo emplazamiento debido a los inconvenientes de carácter meteorológico que impedían al aeropuerto existente reunir las condiciones técnicas adecuadas.
Con el apoyo del Ministerio a esta propuesta, el Cabildo Insular de Tenerife inició la compra de terrenos en los municipios de Granadilla y San Miguel de Abona. El 29 de mayo de 1970, se declaró de utilidad pública y urgente el lugar de construcción. En verano de 1973, el proyecto fue adjudicado por 450 millones de pesetas. A lo largo de 1976 se adjudicaron sucesivamente las obras de la calle de rodadura y enlaces, la central eléctrica, el movimiento de tierras y urbanización del área terminal. Y durante 1977 se adjudicaron finalmente las obras de la torre de control, la instalación del balizamiento en la pista principal, la calle de rodadura y el edificio terminal. La colisión de 1977 en Los Rodeos lo proyectó como principal aeropuerto de la isla. Así, con motivo de su apertura el 23 de octubre de 1978, el Gobierno prohibió el despegue y aterrizaje de Los Rodeos de todo tipo de vuelos internacionales, y en 1980 de todos los vuelos domésticos interregionales (medida que sería revocada en 2003 tras importantes obras en el aeródromo nortinerfeño). Esto dio un impulso fortísimo al aeropuerto de Tenerife Sur (un millón de pasajeros en el primer año) cuyo avión inaugural fue un Mystère de la Subsecretaría de Aviación Civil en el que viajaba Su Majestad la Reina Sofía. 

### Actualidad
Forma parte de la Red de Aeropuertos Nacionales, gestionados por AENA. Ha sufrido una serie de remodelaciones que convierten a una de las principales puertas de acceso al archipiélago en un lugar cómodo y moderno; se presentaron en junio de 2007 y han costado más de 6000 millones de pesetas.
El aeropuerto de Tenerife Sur-Reina Sofía permanece en funcionamiento las 24 horas del día. En la actualidad, ofrece más de un centenar de conexiones y su mayor actividad queda registrada cada viernes de la semana y durante la temporada de invierno. Más de 150 compañías operan en sus instalaciones.
Actualmente, se están ejecutando importantes obras de infraestructuras, en especial la ampliación del terminal de pasajeros, para adaptar la capacidad del aeropuerto a la demanda del tráfico aéreo.

## Ampliación

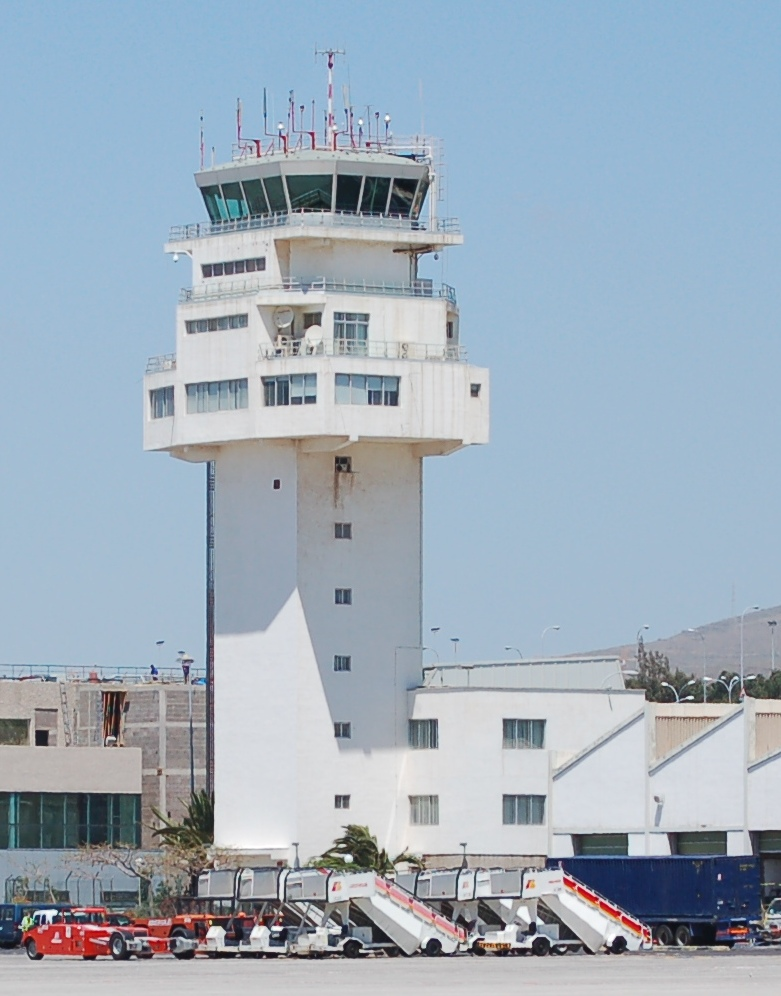
Torre de control del aeropuerto, vista desde la plataforma.

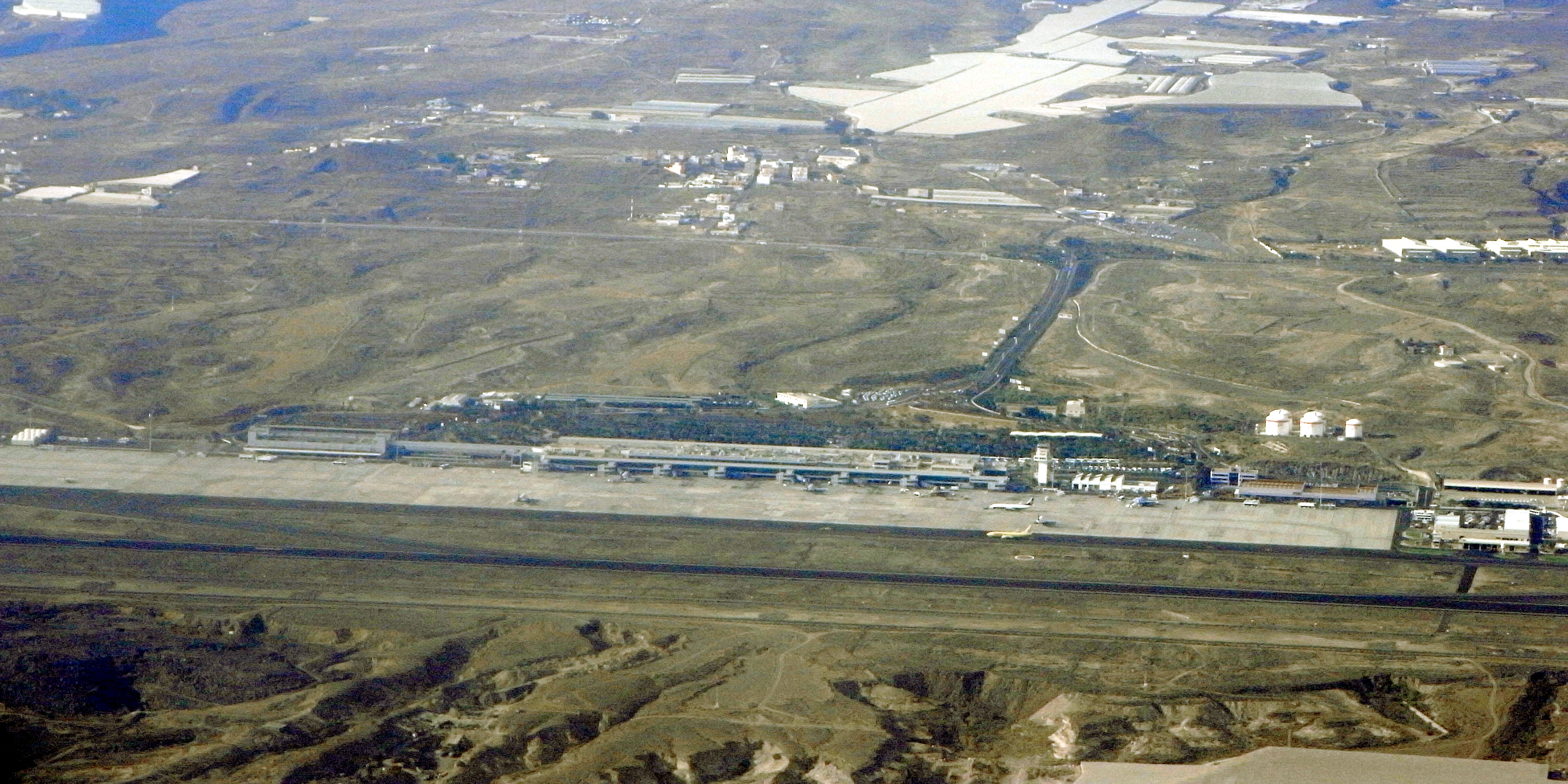
Vista aérea del aeropuerto.

La nueva terminal de 21 400 metros cuadrados está en funcionamiento desde mediados de 2009, lo que ha permitido aumentar la capacidad de tratamiento de salidas de 3000 a 4400 pasajeros. La inversión que se ha destinado es de 30,1 millones de euros. El inmueble está alineado con el actual y cuenta con una planta baja destinada al patio de carrillos de salidas, túnel de servicio, zona de instalaciones y servicios generales; una planta de pasaje para facturación con 32 mostradores, oficinas para compañías aéreas y comerciales, y otra planta para ampliar, en un futuro, la zona de embarque, con la posibilidad de construir zonas públicas o de oficinas en una planta superior. La construcción de una pasarela que conecta el nuevo edificio y la terminal actual permitirá al pasajero entrar directamente al vestíbulo de facturación o acceder a la zona de embarque, pasando el correspondiente control de seguridad. Una nueva sala de tránsitos sustituirá a la actual que dejará el espacio para el nuevo control de seguridad. El aeropuerto contará también con un sistema de aterrizaje instrumental para las aeronaves, adjudicado por 1,1 millones de euros.
Las obras previstas hasta 2020 son la ampliación del Área Terminal con un edificio de 100 000 metros cuadrados y cinco plantas, atendiendo a 7500 pasajeros a la hora y con una inversión de 425 millones de euros. En estas futuras ampliaciones se encuentra una nueva pista de vuelo (AENA ya ha diseñado el proyecto básico con 3200 metros de largo y 60 de ancho, lo que permitirá trabajar hasta con 96 operaciones a la hora, más del doble de la capacidad actual) y rodadura, la ampliación de la zona de embarque y un sistema de aproximación de aterrizajes en condiciones meteorológicas adversas.
A todo lo dicho, se ha unido en el segundo semestre de 2008 la apertura de un nudo de comunicaciones más avanzado con la llamada Autopista del Sur (TF-1).
Dadas las actuales condiciones de operatividad del aeropuerto de Tenerife Sur, en 2016 se acordó por parte del Cabildo Insular de Tenerife, el Gobierno de Canarias y el Gobierno de España, además de Aena, la construcción del un edificio que comunique los edificios de la T1 y T2 (inaugurada en 2008) de forma que se adecue a las necesidades previstas antes de 2021. Además, se adecuarán las zonas de estacionamiento de aeronaves y las calles de rodadura. Esto ocurre en un momento histórico para el aeropuerto, pues en 2017 superó por primera vez la barrera de 11 millones de pasajeros.

## Aerolíneas y destinos

### Destinos nacionales
| Ciudades               | Nombre del aeropuerto                          | Aerolíneas               |
| España                 | España                                         | España                   |
| ---------------------- | ---------------------------------------------- | ------------------------ |
| Andalucía              |                                                |                          |
| Málaga                 | Aeropuerto de Málaga-Costa del Sol             | Ryanair                  |
| Sevilla                | Aeropuerto de Sevilla                          | Ryanair                  |
| Asturias               |                                                |                          |
| Avilés                 | Aeropuerto de Asturias                         | Volotea                  |
| Canarias               |                                                |                          |
| Gran Canaria           | Aeropuerto de Gran Canaria                     | Binter                   |
| La Palma               | Aeropuerto de La Palma                         | Binter                   |
| Lanzarote              | Aeropuerto César Manrique-Lanzarote            | Binter                   |
| Cataluña               |                                                |                          |
| Barcelona              | Aeropuerto Josep Tarradellas Barcelona-El Prat | Ryanair                  |
| Galicia                |                                                |                          |
| Santiago de Compostela | Aeropuerto de Santiago de Compostela           | Ryanair                  |
| Comunidad de Madrid    |                                                |                          |
| Madrid                 | Aeropuerto Adolfo Suárez Madrid-Barajas        | Iberia Express / Ryanair |
| País Vasco             |                                                |                          |
| Bilbao                 | Aeropuerto de Bilbao                           | Volotea                  |
| Comunidad Valenciana   |                                                |                          |
| Valencia               | Aeropuerto de Valencia                         | Ryanair                  |

### Destinos internacionales
| Ciudades por países | Nombre del aeropuerto                             | Aerolíneas |
| África              | África                                            | África |
| ------------------- | ------------------------------------------------- | --- |
| Marruecos           |                                                   | |
| Agadir              | Aeropuerto de Agadir-Al Massira                   | Ryanair |
| Casablanca          | Aeropuerto Internacional Mohammed V               | Royal Air Maroc |
| Marrakech           | Aeropuerto de Marrakech-Menara                    | Ryanair |
| Europa              |                                                   | |
| Alemania            |                                                   | |
| Berlín              | Aeropuerto de Berlín-Brandeburgo Willy Brandt     | EasyJet / Eurowings (estacional) / Ryanair / Sundair (estacional)                                                       |
| Bremen              | Aeropuerto de Bremen                              | Sundair (estacional) |
| Colonia             | Aeropuerto de Colonia/Bonn                        | Eurowings / Ryanair |
| Dresde              | Aeropuerto de Dresde                              | Sundair (estacional) |
| Düsseldorf          | Aeropuerto de Düsseldorf                          | Condor / Eurowings / TUIfly                                                                                             |
| Fráncfort del Meno  | Aeropuerto de Fráncfort del Meno                  | Condor / Discover Airlines / TUIfly                                                                                     |
| Hahn                | Aeropuerto de Fráncfort-Hahn                      | Ryanair |
| Hamburgo            | Aeropuerto de Hamburgo                            | Condor / Eurowings (estacional) / Marabu (estacional)                                                                   |
| Hannover            | Aeropuerto de Hannover                            | TUIfly |
| Karlsruhe           | Aeropuerto de Karlsruhe/Baden-Baden               | Ryanair |
| Leipzig             | Aeropuerto de Leipzig/Halle                       | Marabu |
| Memmingen           | Aeropuerto de Memmingen                           | Ryanair |
| Múnich              | Aeropuerto de Múnich-Franz Josef Strauss          | Condor / Discover Airlines / TUIfly                                                                                     |
| Núremberg           | Aeropuerto de Núremberg-Albrecht Dürer            | Marabu / Ryanair |
| Stuttgart           | Aeropuerto de Stuttgart                           | Condor (estacional) / Eurowings (estacional) / Marabu (estacional) / TUIfly                                             |
| Weeze               | Aeropuerto de Baja Renania                        | Ryanair |
| Austria             |                                                   | |
| Graz                | Aeropuerto de Graz                                | Eurowings (estacional)                                                                                                  |
| Salzburgo           | Aeropuerto de Salzburgo                           | Eurowings (estacional)                                                                                                  |
| Viena               | Aeropuerto Internacional de Viena                 | Austrian Airlines / Ryanair / Wizz Air                                                                                  |
| Bélgica             |                                                   | |
| Amberes             | Aeropuerto de Amberes-Deurne                      | TUI fly Belgium |
| Bruselas            | Aeropuerto de Bruselas-National                   | Brussels Airlines / Transavia / TUI fly Belgium                                                                         |
| Charleroi           | Aeropuerto de Charleroi-Bruselas Sur              | Ryanair |
| Lieja               | Aeropuerto de Lieja                               | TUI fly Belgium |
| Ostende             | Aeropuerto Internacional de Ostende-Brujas        | TUI fly Belgium |
| Dinamarca           |                                                   | |
| Aalborg             | Aeropuerto de Aalborg                             | Jet Time (chárter estacional) / Norwegian (estacional) / Sunclass Airlines (chárter estacional)                         |
| Billund             | Aeropuerto de Billund                             | Jet Time (chárter estacional) / Sunclass Airlines (chárter)                                                             |
| Copenhague          | Aeropuerto de Copenhague-Kastrup                  | Jet Time (chárter estacional) / Norwegian / SAS (estacional) / Sunclass Airlines (chárter)                              |
| Estonia             |                                                   | |
| Tallin              | Aeropuerto de Tallin                              | AirBaltic (estacional)                                                                                                  |
| Finlandia           |                                                   | |
| Helsinki            | Aeropuerto de Helsinki-Vantaa                     | Finnair (estacional) / Jet Time (chárter estacional) / Norwegian (estacional) / Sunclass Airlines (chárter estacional)  |
| Francia             |                                                   | |
| Beauvais            | Aeropuerto de Beauvais-Tillé                      | Ryanair |
| Brest               | Aeropuerto de Brest-Bretagne                      | Volotea (estacional) |
| Burdeos             | Aeropuerto de Burdeos-Mérignac                    | EasyJet / Volotea (estacional)                                                                                          |
| Lille               | Aeropuerto de Lille-Lesquin                       | Volotea (estacional) |
| Lyon                | Aeropuerto de Lyon                                | EasyJet / Volotea (estacional)                                                                                          |
| Marsella            | Aeropuerto de Marsella-Provenza                   | Ryanair |
| Nantes              | Aeropuerto de Nantes-Atlantique                   | EasyJet / Volotea / Transavia (estacional)                                                                              |
| Niza                | Aeropuerto Internacional de Niza-Costa Azul       | EasyJet |
| París               | Aeropuerto de París-Charles de Gaulle             | Air France (estacional) / EasyJet                                                                                       |
| París               | Aeropuerto de París-Orly                          | Transavia / Vueling |
| Toulouse            | Aeropuerto de Toulouse-Blagnac                    | Ryanair |
| Hungría             |                                                   | |
| Budapest            | Aeropuerto de Budapest                            | Ryanair / Wizz Air |
| Irlanda             |                                                   | |
| Cork                | Aeropuerto de Cork                                | Aer Lingus / Ryanair |
| Dublín              | Aeropuerto de Dublín                              | Aer Lingus / Ryanair / TUI Airways (estacional)                                                                         |
| Knock               | Aeropuerto de Knock                               | Ryanair |
| Shannon             | Aeropuerto Internacional de Shannon               | Ryanair |
| Isla de Man         |                                                   | |
| Isla de Man         | Aeropuerto de la Isla de Man                      | Smartwings (chárter estacional)                                                                                         |
| Islandia            |                                                   | |
| Reikiavik           | Aeropuerto Internacional de Keflavík              | Icelandair / Neos (estacional) / Play                                                                                   |
| Islas Faroe         |                                                   | |
| Vágar               | Aeropuerto de Vágar                               | Atlantic Airways (estacional)                                                                                           |
| Italia              |                                                   | |
| Bérgamo             | Aeropuerto de Bérgamo-Orio al Serio               | Ryanair |
| Bolonia             | Aeropuerto de Bolonia                             | Neos / Ryanair |
| Catania             | Aeropuerto de Catania-Fontanarossa                | Neos (estacional) |
| Milán               | Aeropuerto de Milán-Malpensa                      | EasyJet / Neos / Ryanair / Wizz Air                                                                                     |
| Milán               | Aeropuerto de Milán-Linate                        | EasyJet |
| Nápoles             | Aeropuerto de Nápoles                             | Ryanair |
| Pisa                | Aeropuerto Internacional Galileo Galilei          | Ryanair |
| Roma                | Aeropuerto de Roma-Fiumicino                      | Neos / Ryanair / Wizz Air                                                                                               |
| Treviso             | Aeropuerto de Sant'Angelo Treviso                 | Ryanair |
| Venecia             | Aeropuerto Internacional Marco Polo               | Wizz Air |
| Verona              | Aeropuerto de Verona-Villafranca                  | Neos |
| Jersey              |                                                   | |
| Jersey              | Aeropuerto de Jersey                              | Smartwings (chárter estacional)                                                                                         |
| Letonia             |                                                   | |
| Riga                | Aeropuerto Internacional de Riga                  | AirBaltic (estacional)                                                                                                  |
| Lituania            |                                                   | |
| Vilna               | Aeropuerto Internacional de Vilna                 | AirBaltic (Estacional)                                                                                                  |
| Luxemburgo          |                                                   | |
| Luxemburgo          | Aeropuerto de Luxemburgo                          | Luxair |
| Noruega             |                                                   | |
| Bergen              | Aeropuerto de Bergen-Flesland                     | Norwegian (estacional) / SAS (chárter estacional)                                                                       |
| Oslo                | Aeropuerto de Oslo-Gardermoen                     | Norwegian / SAS (estacional) / Sunclass Airlines (chárter estacional)                                                   |
| Stavanger           | Aeropuerto de Stavanger                           | Norwegian (estacional) / SAS (chárter estacional)                                                                       |
| Trondheim           | Aeropuerto de Trondheim                           | Norwegian (estacional) / SAS (chárter estacional)                                                                       |
| Países Bajos        |                                                   | |
| Ámsterdam           | Aeropuerto de Ámsterdam-Schiphol                  | EasyJet / Transavia / TUI Airlines Nederland                                                                            |
| Eindhoven           | Aeropuerto de Eindhoven                           | Ryanair / Transavia / TUI Airlines Nederland                                                                            |
| Róterdam            | Aeropuerto de Róterdam-La Haya                    | Transavia (estacional) / TUI Airlines Nederland                                                                         |
| Polonia             |                                                   | |
| Breslavia           | Aeropuerto de Breslavia-Copérnico                 | Buzz (chárter estacional) / Enter Air (chárter estacional)                                                              |
| Cracovia            | Aeropuerto Internacional Juan Pablo II            | Ryanair |
| Gdansk              | Aeropuerto de Gdańsk-Lech Wałęsa                  | Wizz Air |
| Katowice            | Aeropuerto de Katowice                            | Enter Air (chárter) / Wizz Air                                                                                          |
| Poznań              | Aeropuerto de Poznań-Ławica                       | Enter Air (chárter) |
| Varsovia            | Aeropuerto de Varsovia-Chopin                     | Enter Air (chárter) / LOT Polish Airlines (estacional) / Smartwings (chárter estacional) / Wizz Air                     |
| Varsovia            | Aeropuerto de Varsovia-Modlin                     | Ryanair |
| Portugal            |                                                   | |
| Funchal             | Aeropuerto de Madeira                             | Binter (estacional) |
| Lisboa              | Aeropuerto Humberto Delgado                       | TAP Air Portugal |
| Oporto              | Aeropuerto de Oporto-Francisco Sá Carneiro        | Ryanair |
| Reino Unido         |                                                   | |
| Aberdeen            | Aeropuerto de Aberdeen                            | TUI Airways (estacional)                                                                                                |
| Belfast             | Aeropuerto Internacional de Belfast               | EasyJet / Jet2.com / TUI Airways (estacional)                                                                           |
| Birmingham          | Aeropuerto de Birmingham                          | EasyJet / Jet2.com / Ryanair / TUI Airways                                                                              |
| Bournemouth         | Aeropuerto de Bournemouth                         | Jet2.com / Ryanair / TUI Airways                                                                                        |
| Brístol             | Aeropuerto Internacional de Brístol               | EasyJet / Jet2.com / Ryanair / TUI Airways                                                                              |
| Cardiff             | Aeropuerto Internacional de Cardiff               | Ryanair / TUI Airways                                                                                                   |
| Edimburgo           | Aeropuerto de Edimburgo                           | EasyJet / Jet2.com / Ryanair                                                                                            |
| Exeter              | Aeropuerto de Exeter                              | TUI Airways |
| Glasgow             | Aeropuerto Internacional de Glasgow               | EasyJet (estacional) / Jet2.com / TUI Airways                                                                           |
| Glasgow             | Aeropuerto de Glasgow Prestwick                   | Ryanair |
| Leeds               | Aeropuerto de Leeds-Bradford                      | Jet2.com / Ryanair |
| Liverpool           | Aeropuerto de Liverpool-John Lennon               | EasyJet / Jet2.com / Ryanair                                                                                            |
| Londres             | Aeropuerto de Londres-Gatwick                     | British Airways / EasyJet / TUI Airways                                                                                 |
| Londres             | Aeropuerto de Londres-Heathrow                    | British Airways |
| Londres             | Aeropuerto de Londres-Luton                       | EasyJet / Jet2.com / Ryanair / TUI Airways (estacional)                                                                 |
| Londres             | Aeropuerto de Londres-Southend                    | EasyJet |
| Londres             | Aeropuerto de Londres-Stansted                    | Jet2.com / Ryanair / TUI Airways (estacional)                                                                           |
| Mánchester          | Aeropuerto de Mánchester                          | EasyJet / Jet2.com / Ryanair / TUI Airways                                                                              |
| Newcastle           | Aeropuerto Internacional de Newcastle             | Jet2.com / Ryanair / TUI Airways                                                                                        |
| Norwich             | Aeropuerto Internacional de Norwich               | TUI Airways |
| Nottingham          | Aeropuerto de East Midlands                       | Jet2.com / Ryanair / TUI Airways                                                                                        |
| República Checa     |                                                   | |
| Praga               | Aeropuerto de Praga-Václav Havel                  | Eurowings (estacional) (inicia el 26 de octubre de 2025) / Smartwings                                                   |
| Rumania             |                                                   | |
| Bucarest            | Aeropuerto Internacional de Bucarest-Henri Coandă | Animawings (estacional) / Wizz Air                                                                                      |
| Timișoara           | Aeropuerto Internacional de Timişoara-Traian Vuia | Animawings (estacional)                                                                                                 |
| Suecia              |                                                   | |
| Estocolmo           | Aeropuerto de Estocolmo-Arlanda                   | Norwegian (estacional) / SAS (estacional) / Sunclass Airlines (chárter estacional) / TUIfly Nordic (chárter estacional) |
| Gotemburgo          | Aeropuerto de Gotemburgo-Landvetter               | Sunclass Airlines (chárter estacional) / TUIfly Nordic chárter)                                                         |
| Malmö               | Aeropuerto de Malmö                               | Sunclass Airlines (chárter estacional)                                                                                  |
| Suiza               |                                                   | |
| Basilea             | Aeropuerto de Basilea-Mulhouse-Friburgo           | EasyJet |
| Ginebra             | Aeropuerto de Ginebra                             | EasyJet |
| Zúrich              | Aeropuerto de Zúrich                              | Edelweiss Air |

## Clima
| Parámetros climáticos promedio de Aeropuerto de Tenerife Sur, Granadilla de Abona (normales 1991-2020) | Parámetros climáticos promedio de Aeropuerto de Tenerife Sur, Granadilla de Abona (normales 1991-2020) | Parámetros climáticos promedio de Aeropuerto de Tenerife Sur, Granadilla de Abona (normales 1991-2020) | Parámetros climáticos promedio de Aeropuerto de Tenerife Sur, Granadilla de Abona (normales 1991-2020) | Parámetros climáticos promedio de Aeropuerto de Tenerife Sur, Granadilla de Abona (normales 1991-2020) | Parámetros climáticos promedio de Aeropuerto de Tenerife Sur, Granadilla de Abona (normales 1991-2020) | Parámetros climáticos promedio de Aeropuerto de Tenerife Sur, Granadilla de Abona (normales 1991-2020) | Parámetros climáticos promedio de Aeropuerto de Tenerife Sur, Granadilla de Abona (normales 1991-2020) | Parámetros climáticos promedio de Aeropuerto de Tenerife Sur, Granadilla de Abona (normales 1991-2020) | Parámetros climáticos promedio de Aeropuerto de Tenerife Sur, Granadilla de Abona (normales 1991-2020) | Parámetros climáticos promedio de Aeropuerto de Tenerife Sur, Granadilla de Abona (normales 1991-2020) | Parámetros climáticos promedio de Aeropuerto de Tenerife Sur, Granadilla de Abona (normales 1991-2020) | Parámetros climáticos promedio de Aeropuerto de Tenerife Sur, Granadilla de Abona (normales 1991-2020) | Parámetros climáticos promedio de Aeropuerto de Tenerife Sur, Granadilla de Abona (normales 1991-2020) |
| Mes | Ene.                                                                                                   | Feb.                                                                                                   | Mar.                                                                                                   | Abr.                                                                                                   | May.                                                                                                   | Jun.                                                                                                   | Jul.                                                                                                   | Ago.                                                                                                   | Sep.                                                                                                   | Oct.                                                                                                   | Nov.                                                                                                   | Dic.                                                                                                   | Anual                                                                                                  |
| --- | --- | --- | --- | --- | --- | --- | --- | --- | --- | --- | --- | --- | --- |
| Temp. máx. media (°C)                                                                                  | 22.0                                                                                                   | 22.2                                                                                                   | 23.0                                                                                                   | 23.4                                                                                                   | 24.4                                                                                                   | 25.8                                                                                                   | 27.9                                                                                                   | 28.7                                                                                                   | 28.0                                                                                                   | 27.0                                                                                                   | 25.0                                                                                                   | 23.2                                                                                                   | 25.1                                                                                                   |
| Temp. media (°C)                                                                                       | 18.6                                                                                                   | 18.6                                                                                                   | 19.2                                                                                                   | 19.8                                                                                                   | 20.8                                                                                                   | 22.4                                                                                                   | 24.1                                                                                                   | 25.0                                                                                                   | 24.5                                                                                                   | 23.5                                                                                                   | 21.6                                                                                                   | 19.8                                                                                                   | 21.5                                                                                                   |
| Temp. mín. media (°C)                                                                                  | 15.0                                                                                                   | 14.9                                                                                                   | 15.3                                                                                                   | 16.0                                                                                                   | 17.2                                                                                                   | 18.9                                                                                                   | 20.3                                                                                                   | 21.2                                                                                                   | 21.1                                                                                                   | 19.9                                                                                                   | 18.2                                                                                                   | 16.4                                                                                                   | 17.9                                                                                                   |
| Precipitación total (mm)                                                                               | 16.5                                                                                                   | 18.6                                                                                                   | 11.1                                                                                                   | 8.2 | 0.6 | 0.3 | 0 | 1.5 | 3 | 13.3                                                                                                   | 12.5                                                                                                   | 31.7                                                                                                   | 117.3                                                                                                  |
| Días de precipitaciones (≥ 1 mm)                                                                       | 2 | 2 | 2 | 1 | 0 | 0 | 0 | 0 | 1 | 1 | 2 | 3 | 14 |
| Horas de sol                                                                                           | 195 | 201 | 218 | 215 | 241 | 249 | 287 | 268 | 203 | 209 | 197 | 199 | 2670                                                                                                   |
| Fuente n.º 1: Agencia Estatal de Meteorología                                                          | | | | | | | | | | | | | |
| Fuente n.º 2: Agencia Estatal de Meteorología (medias y precipitación 1991-2020)                       | | | | | | | | | | | | | |

## Estadísticas de pasajeros
A finales de 2015 y desde su inauguración, habían pasado por sus instalaciones un total de 249 453 264 pasajeros. En el año 2023, el aeropuerto registró un movimiento de 12 337 244 de pasajeros. Es el segundo aeropuerto con mayor tráfico de pasajeros del archipiélago canario y el séptimo de España. La suma de pasajeros de los dos aeropuertos de la isla, convierten a Tenerife en la isla que congrega el mayor movimiento de pasajeros de Canarias, con un total de 18 457 794 pasajeros en 2023, a través de sus dos aeropuertos: el Aeropuerto de Tenerife Sur y el Aeropuerto de Tenerife Norte. 
El Aeropuerto de Tenerife Sur es el primer aeropuerto turístico español de la red de Aena, con un 92% de pasajeros que viaja por este motivo. En 2014 fue el tercer aeropuerto más rentable de la red de Aena, con un beneficio de más de 73 millones de euros. En el año 2023 tuvo un tráfico de 83 598 operaciones de vuelo y 777 toneladas de mercancías.

## Servicios del Aeropuerto Tenerife Sur
- Cafeterías/Restaurantes
- Touroperadores
- Escuela de aviación
- Servicios Bancarios

De lunes a viernes, de 8.30 a 14.00. Los jueves (del 1 de noviembre al 30 de abril), 17.00 a 19.30
- Sala de reuniones

Salas de alquiler para recepciones, conferencias, ruedas de prensa, cursos y reuniones de trabajo.
- Salas vip

Servicios de cáterin, prensa e información personalizada.
- Área de juegos infantiles
- Comisaría de Policía
- Capilla oratorio multiconfesional
- Oficina de correos
- Objetos perdidos
- Servicios de Información

Cuenta con 7 puntos de Servicios de información para prestar ayuda y orientación a los pasajeros. (1)Información del Aeropuerto (2) Air Europa, (3) Ground Force, (4) Personas con movilidad reducida, (5) Iberia, (6) Servisair (7) Información turística / Cabildo Insular de Tenerife.
- Atención a personas con Movilidad reducida

En cumplimiento del Reglamento (CE) 1107/2006 del Parlamento Europeo, se pone en marcha a partir del 26 de julio de 2008 en todos los aeropuertos europeos un servicio de atención a los pasajeros con movilidad reducida.
- Agencias de Alquiler de coches

## Compañías de alquiler de coches[9]
En el Aeropuerto de Tenerife Sur operan varias compañías de alquiler de coches autorizadas por AENA: AutoReisen, TopCar,  Cicar, Hertz, Goldcar, Europcar, AVIS y Sixt. Todas estas compañías se encuentran en los vestíbulos de llegadas de vuelos nacionales e internacionales. Existen otras empresas de alquiler de vehículos que operan fuera del aeropuerto, pero no están autorizadas por AENA.
* Actualizado a enero de 2024.